# John Lander
Pour les articles homonymes, voir Lander.
John Lander, né le 29 décembre 1806 à Truro dans les Cornouailles et mort le 6 novembre 1839 à Marylebone en Londres, est un explorateur britannique.

## Biographie
Frère de Richard Lemon Lander, il l'accompagne dans sa deuxième expédition au Niger (1829-1831). À son retour, il devient douanier à Londres et meurt des suites d'une maladie contractée en Afrique.